# Louis Hayward
Louis Charles Hayward (ur. 19 marca 1909 w Johannesburgu, zm. 21 lutego 1985 w Palm Springs) – brytyjski aktor filmowy i telewizyjny.

## Filmografia
seriale
- 1948: Studio One jako Mike Fenby
- 1954: Climax! jako Randy Townsend
- 1962: Spotkanie z Alfredem Hitchcockiem jako Sędzia David Wilcox
- 1973: Magician jako Tillotson

film
- 1932: Self Made Lady jako Paul Geneste
- 1937: Kobieta, którą kocham jako Porucznik Jean Herbillion
- 1938: Święty w Nowym Jorku jako Simon Templar
- 1940: Syn hrabiego Monte Christo
- 1940: Tańcz, dziewczyno, tańcz jako Jimmy Harris
- 1952: Kobieta w żelaznej masce jako D'Artagnan
- 1956: Search for Bridey Murphy jako Morey Bemstein
- 1973: Terror in the Wax Museum jako Tim Fowley